# رالف غريغوري
رالف غريغوري (بالإنجليزية: Ralph Gregory)‏ (19 يونيو 1921 بستوك أون ترينت في المملكة المتحدة - 1 يناير 2002) هو لاعب كرة قدم بريطاني (وحمل سابقاً جنسية المملكة المتحدة لبريطانيا العظمى وأيرلندا) في مركز الهجوم.